# La Petite Provinciale
Pour plus de détails, voir Fiche technique et Distribution.
La Petite Provinciale (Small Town Girl) est un film américain en noir et blanc réalisé par William A. Wellman et Robert Z. Leonard (non crédité),  sorti en 1936.

## Synopsis
Kay (Janet Gaynor) s'ennuie dans sa petite ville de campagne, mais un jour elle rencontre le beau et riche Bob Dakin (Robert Taylor). Après une nuit en ville, et alors qu'il est ivre, Bob demande à Kay de l'épouser. À son réveil, le lendemain, Bob regrette sa bêtise, mais ses parents, stricts, oblige le couple à être ensemble pendant six mois avant de divorcer, afin de sauvegarder leur réputation.

## Fiche technique
- Titre : La Petite Provinciale
- Titre original : Small Town Girl
- Réalisation : William A. Wellman et Robert Z. Leonard (non crédité)
- Scénario : John Lee Mahin, Frances Goodrich, Albert Hackett et Edith Fitzgerald d'après un roman de Ben Ames Williams
- Production : Hunt Stromberg
- Société de production et de distribution : MGM
- Musique : Herbert Stothart et Edward Ward
- Direction artistique : Cedric Gibbons
- Décorateur de plateau : A. Arnold Gillespie et Edwin B. Willis
- Costumes : Dolly Tree
- Photographie : Oliver T. Marsh et Charles Rosher
- Montage : Blanche Sewell
- Pays de production :  États-Unis
- Format : noir et blanc - 35 mm - 1,37:1 - son : Mono (Western Electric Sound System)
- Genre : Comédie romantique
- Durée : 106 min
- Dates de sortie :
  - États-Unis : 10 avril 1936
  - France : 7 août 1936

## Distribution
- Janet Gaynor : Katherine Brannan
- Robert Taylor : Dr Robert Dakin
- Binnie Barnes : Priscilla Hyde
- Andy Devine : George Brannan
- Lewis Stone : Dr Dakin
- Elizabeth Patterson : Ma Brannan
- Frank Craven : Pa Brannan
- James Stewart : Elmer Clampett
- Isabel Jewell : Emily Brannan
- Charley Grapewin : Dr Ned Fabre
- Nella Walker : Mme Dakin
- Robert Greig : Childers
- Edgar Kennedy : Capitaine Mack
- Willie Fung : So-So
- George Breakston : Little Jimmy

Acteurs non crédités
- Nora Lane : Cissie
- Charles C. Wilson : M. Donaldson